# Systaria drassiformis
Systaria drassiformis là một loài nhện trong họ Miturgidae.
Loài này thuộc chi Systaria. Systaria drassiformis được Eugène Simon miêu tả năm 1897.